# 北海道道1005号野幌総合運動公園線

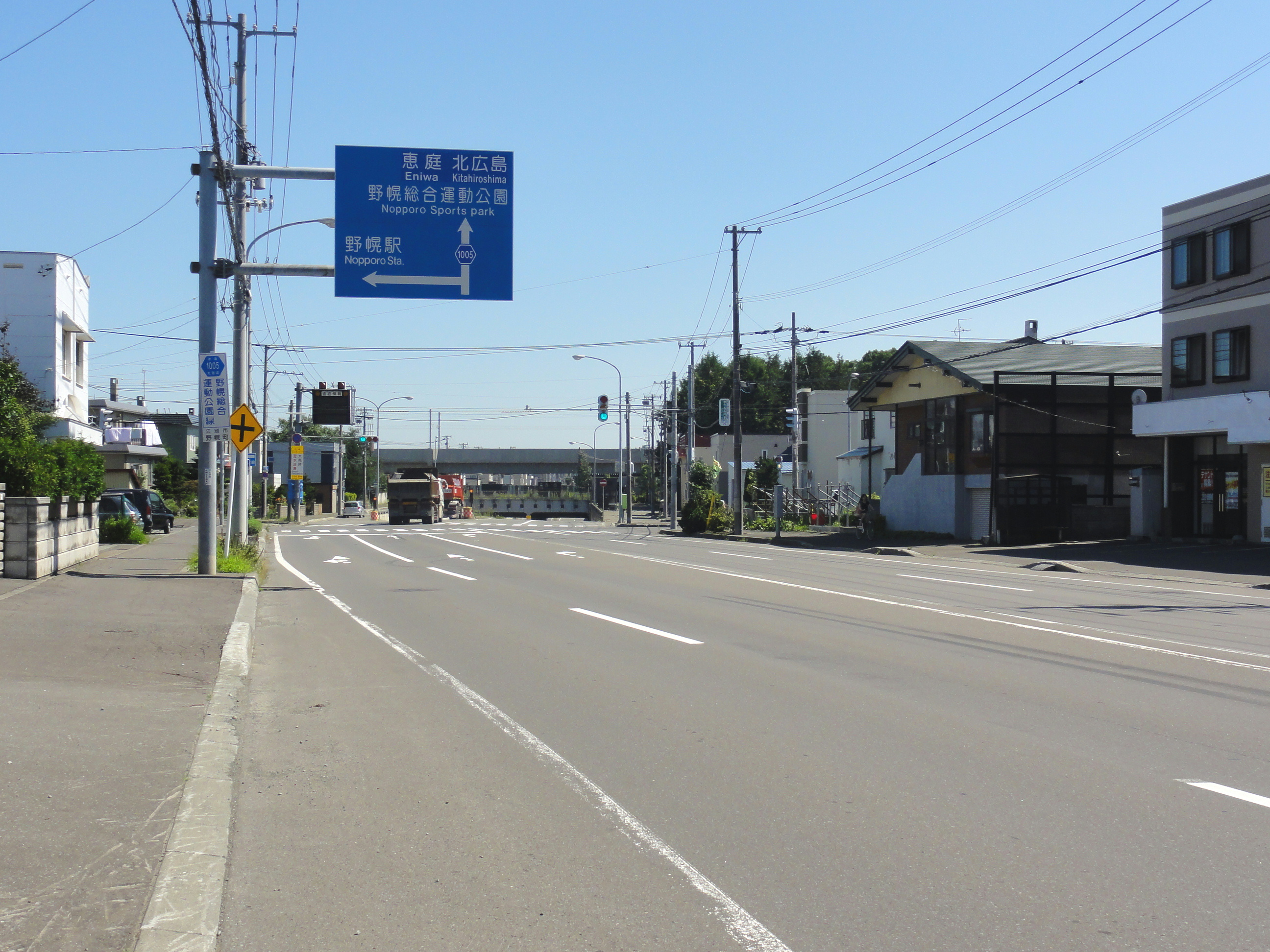
江別市野幌町付近（2012年8月）

北海道道1005号野幌総合運動公園線（ほっかいどうどう1005ごう のっぽろそうごううんどうこうえんせん）は、北海道江別市内を結ぶ一般道道である。

## 概要
別名「白樺通」と呼ばれる。

### 路線データ
- 起点：北海道江別市西野幌（野幌総合運動公園）
- 終点：北海道江別市野幌松並町（国道12号交点）
- 路線延長：3.3km（総延長）

## 歴史
- 1982年（昭和57年）3月31日 路線認定[1]。

## 路線状況
重複区間
- 江別市西野幌 - 江別市東野幌（北海道道46号江別恵庭線）
- 江別市東野幌 - 江別市緑ケ丘（北海道道128号札幌北広島環状線 枝線）

## 地理

### 通過する自治体
- 石狩振興局
  - 江別市

### 交差する道路
江別市
- 北海道道46号江別恵庭線 - 西野幌、東野幌（重複）
- 北海道道128号札幌北広島環状線（枝線） - 東野幌、緑ケ丘（重複）
- 国道12号 - 野幌松並町（終点）

### 沿線にある施設など
江別市
- 野幌総合運動公園
- 江別市立野幌中学校
- 北海道情報大学
- 野幌若葉郵便局
- 野幌郵便局